# The Passport Index
 (juin 2023).
The Passport Index (en français : l'Index des Passeports) est un outil en ligne interactif d'Arton Capital qui fournit à ses utilisateurs des informations sur les passeports, y compris la possibilité de comparer et de classer les passeports du monde. Les classements sont établis à partir de la liberté de circulation et les voyages sans visa ouverts aux titulaires de passeports individuels,,. Le site permet l'affichage des passeports de divers territoires avec une variété de filtres tels que la région et la couleur de la couverture du passeport.

## Score d'ouverture mondiale
Le Score d'ouverture mondiale (World Openness Score) est une mesure ou un indice qui suit la capacité de la population mondiale à voyager sans visa. Il est passé de 17 904 à 20 143 de 2015 à août 2018. Mais, en raison de la pandémie de COVID-19 en 2020, l'indice est tombé à environ 13 000. Malgré la pandémie de COVID-19, il a de nouveau augmenté. En 2022, l'indice était de près de 22 000.

## Méthodologie
L'indice des passeports compare les passeports principalement sur leurs options de voyage sans visa, mais également sur l'accueil des pays envers les étrangers en visite. Dans son classement, The Passport Index examine 193 pays membres des Nations Unies et six territoires, dont la République de Chine de Taïwan, Macao (RAS de Chine), Hong Kong (RAS de Chine), le Kosovo, le territoire palestinien et le Vatican. Les territoires annexés à d'autres pays tels que l'île Norfolk (Australie), la Polynésie française (France), les îles Vierges britanniques (Grande-Bretagne) sont exclus,.
Les composantes de l'indice sont les suivantes : 
- Score "sans visa" : L'indice des passeports classe les passeports en fonction d'un "score total sans visa", qui attribue aux passeports un point pour chaque pays que leurs titulaires peuvent visiter sans visa, avec un visa à l'arrivée ou en obtenant une autorisation de voyage électronique (ETA ). Le pays avec le score sans visa le plus élevé a le passeport le plus puissant[8].
- Score de bienvenue : L'indice des passeports attribue un point au passeport de chaque pays, ce qui permet à son titulaire d'entrer sans visa ou avec un visa à l'arrivée. Le pays avec le score d'accueil le plus élevé est le pays le plus accueillant au monde.
- World Openness Score : Le World Openness Score est une mesure qui reflète l'ouverture des voyages entre les pays. Il est passé de 17 904 à 18 680 entre 2015 et août 2017. Le 21 novembre 2018, il avait atteint 20 189.
- Global Mobility Score : Le Global Mobility Score est une référence qui montre le niveau de liberté de mobilité globale d'un individu reflétant un ou plusieurs passeports en sa possession. Des scores plus élevés reflètent une plus grande liberté de mobilité.

## Classement
- Classement global de la "puissance" des passeports : Les passeports du monde sont classés en fonction de leur score total sans visa. Les pays qui partagent des scores égaux sans visa sont triés au regard du nombre de pays sans visa faisant partie de ce score.
- Classement individuel du pouvoir des passeports : les données du dernier indice de développement humain des Nations Unies sont utilisées pour rompre davantage les liens et classer les pays dans des classements uniques[6].
- Classement des pays accueillants : l'indice des passeports classe les pays en fonction de leur accueil envers les autres nationalités.

## Résultats
Les classements de l'indice des passeports sont en temps réel et continuent de varier à mesure que de nouveaux changements sont apportés aux accords de visa. Pour la plupart, les places du Top 10 ont été occupées par des pays européens à l'exception de Singapour et des Emirats Arabes Unis.
Entre 2017 et 2018, en tête de liste avec un score sans visa de 165 se trouvaient Singapour et l'Allemagne, tandis que les États-Unis d'Amérique, la Corée du Sud, la France, le Danemark et la Suède figuraient parmi les 11 pays qui partageaient la deuxième place avec un score de 164. Le passeport des Émirats arabes unis occupe désormais la première place avec un score sans visa de 177,.

## Tableau
Les scores et les classements sont tirés du World Openness Score 2022,.
| Pays                        | Score | Rang |
| --------------------------- | ----- | ---- |
| Afghanistan                 | 38    | 101  |
| Albania                     | 115   | 47   |
| Algeria                     | 64    | 81   |
| Andorra                     | 157   | 13   |
| Angola                      | 63    | 82   |
| Antigua and Barbuda         | 140   | 26   |
| Argentina                   | 160   | 12   |
| Armenia                     | 77    | 68   |
| Australia                   | 171   | 4    |
| Austria                     | 173   | 2    |
| Azerbaijan                  | 80    | 65   |
| Bahamas                     | 146   | 21   |
| Bahrain                     | 96    | 53   |
| Bangladesh                  | 49    | 96   |
| Barbados                    | 152   | 17   |
| Belarus                     | 91    | 57   |
| Belgium                     | 172   | 3    |
| Belize                      | 98    | 52   |
| Benin                       | 68    | 77   |
| Bhutan                      | 66    | 79   |
| Bolivia                     | 85    | 61   |
| Bosnia and Herzegovina      | 118   | 46   |
| Botswana                    | 86    | 60   |
| Brazil                      | 161   | 11   |
| Brunei                      | 153   | 16   |
| Bulgaria                    | 167   | 8    |
| Burkina Faso                | 67    | 78   |
| Burundi                     | 58    | 87   |
| Cambodia                    | 69    | 76   |
| Cameroon                    | 59    | 86   |
| Canada                      | 170   | 5    |
| Cape Verde                  | 75    | 70   |
| Central African Republic    | 61    | 84   |
| Chad                        | 62    | 83   |
| Chile                       | 160   | 12   |
| China                       | 83    | 62   |
| Colombia                    | 136   | 29   |
| Comoros                     | 63    | 82   |
| Congo                       | 57    | 88   |
| Congo (Dem. Rep.)           | 55    | 90   |
| Costa Rica                  | 141   | 25   |
| Cote d'Ivoire (Ivory Coast) | 67    | 78   |
| Croatia                     | 167   | 8    |
| Cuba                        | 78    | 67   |
| Cyprus                      | 167   | 8    |
| Czech Republic              | 171   | 4    |
| Denmark                     | 172   | 3    |
| Djibouti                    | 60    | 85   |
| Dominica                    | 132   | 33   |
| Dominican Republic          | 81    | 64   |
| Ecuador                     | 101   | 51   |
| Egypt                       | 65    | 80   |
| El Salvador                 | 128   | 36   |
| Equatorial Guinea           | 65    | 80   |
| Eritrea                     | 52    | 93   |
| Estonia                     | 169   | 6    |
| Eswatini                    | 79    | 66   |
| Ethiopia                    | 53    | 92   |
| Fiji                        | 96    | 53   |
| Finland                     | 173   | 2    |
| France                      | 173   | 2    |
| Gabon                       | 68    | 77   |
| Gambia                      | 72    | 73   |
| Georgia                     | 125   | 39   |
| Germany                     | 173   | 2    |
| Ghana                       | 72    | 73   |
| Greece                      | 171   | 4    |
| Grenada                     | 135   | 30   |
| Guatemala                   | 128   | 36   |
| Guinea                      | 64    | 81   |
| Guyana                      | 93    | 55   |
| Haiti                       | 63    | 82   |
| Honduras                    | 129   | 35   |
| Hong Kong                   | 156   | 14   |
| Hungary                     | 171   | 4    |
| Iceland                     | 168   | 7    |
| India                       | 73    | 72   |
| Indonesia                   | 85    | 61   |
| Iran                        | 51    | 94   |
| Iraq                        | 40    | 99   |
| Ireland                     | 172   | 3    |
| Israel                      | 151   | 18   |
| Italy                       | 173   | 2    |
| Jamaica                     | 96    | 53   |
| Japan                       | 171   | 4    |
| Jordan                      | 65    | 80   |
| Kazakhstan                  | 88    | 59   |
| Kenya                       | 74    | 71   |
| Kiribati                    | 124   | 40   |
| Kosovo                      | 56    | 89   |
| Kuwait                      | 105   | 50   |
| Kyrgyzstan                  | 72    | 73   |
| Laos                        | 63    | 82   |
| Latvia                      | 169   | 6    |
| Lebanon                     | 55    | 90   |
| Lesotho                     | 82    | 63   |
| Liberia                     | 60    | 85   |
| Libya                       | 50    | 95   |
| Liechtenstein               | 168   | 7    |
| Lithuania                   | 170   | 5    |
| Luxembourg                  | 173   | 2    |
| Macao                       | 138   | 27   |
| Madagascar                  | 67    | 78   |
| Malawi                      | 78    | 67   |
| Malaysia                    | 165   | 9    |
| Maldives                    | 94    | 54   |
| Mali                        | 63    | 82   |
| Malta                       | 170   | 5    |
| Marshall Islands            | 124   | 40   |
| Mauritania                  | 64    | 81   |
| Mauritius                   | 135   | 30   |
| Mexico                      | 150   | 19   |
| Micronesia                  | 120   | 44   |
| Moldova                     | 121   | 43   |
| Monaco                      | 163   | 10   |
| Mongolia                    | 76    | 69   |
| Montenegro                  | 126   | 38   |
| Morocco                     | 77    | 68   |
| Mozambique                  | 66    | 79   |
| Namibia                     | 80    | 65   |
| Nauru                       | 90    | 58   |
| Nepal                       | 55    | 90   |
| Netherlands                 | 173   | 2    |
| New Zealand                 | 172   | 3    |
| Nicaragua                   | 122   | 42   |
| Niger                       | 64    | 81   |
| Nigeria                     | 55    | 90   |
| North Korea                 | 50    | 95   |
| North Macedonia             | 128   | 36   |
| Norway                      | 172   | 3    |
| Oman                        | 92    | 56   |
| Pakistan                    | 46    | 92   |
| Palau                       | 119   | 45   |
| Palestinian Territories     | 50    | 95   |
| Panama                      | 133   | 32   |
| Papua New Guinea            | 83    | 62   |
| Paraguay                    | 137   | 28   |
| Peru                        | 145   | 22   |
| Philippines                 | 76    | 69   |
| Poland                      | 172   | 3    |
| Portugal                    | 172   | 3    |
| Qatar                       | 109   | 48   |
| Romania                     | 167   | 8    |
| Russian Federation          | 124   | 40   |
| Rwanda                      | 70    | 75   |
| Saint Kitts and Nevis       | 143   | 24   |
| Saint Lucia                 | 136   | 29   |
| Samoa                       | 128   | 36   |
| San Marino                  | 155   | 15   |
| Sao Tome and Principe       | 72    | 73   |
| Saudi Arabia                | 92    | 56   |
| Senegal                     | 67    | 78   |
| Serbia                      | 136   | 29   |
| Seychelles                  | 141   | 25   |
| Sierra Leone                | 68    | 77   |
| Singapore                   | 170   | 5    |
| Slovakia                    | 170   | 5    |
| Slovenia                    | 169   | 6    |
| Solomon Islands             | 131   | 34   |
| Somalia                     | 44    | 98   |
| South Africa                | 106   | 49   |
| South Korea                 | 173   | 2    |
| South Sudan                 | 53    | 92   |
| Spain                       | 173   | 2    |
| Sri Lanka                   | 55    | 90   |
| Sudan                       | 54    | 91   |
| Suriname                    | 85    | 61   |
| Sweden                      | 173   | 2    |
| Switzerland                 | 173   | 2    |
| Syria                       | 39    | 100  |
| Taiwan                      | 134   | 31   |
| Tajikistan                  | 69    | 76   |
| Tanzania                    | 72    | 73   |
| Thailand                    | 94    | 54   |
| Togo                        | 64    | 81   |
| Tonga                       | 124   | 40   |
| Trinidad and Tobago         | 138   | 27   |
| Tunisia                     | 83    | 62   |
| Turkey                      | 123   | 41   |
| Turkmenistan                | 63    | 82   |
| Tuvalu                      | 127   | 37   |
| Uganda                      | 71    | 74   |
| Ukraine                     | 145   | 22   |
| United Arab Emirates        | 177   | 1    |
| United Kingdom              | 171   | 4    |
| United States of America    | 172   | 3    |
| Uruguay                     | 147   | 20   |
| Uzbekistan                  | 72    | 73   |
| Vanuatu                     | 98    | 52   |
| Vatican City                | 145   | 22   |
| Venezuela                   | 124   | 40   |
| Viet Nam                    | 69    | 76   |
| Yemen                       | 45    | 97   |
| Zambia                      | 74    | 71   |
| Zimbabwe                    | 68    | 77   |

## Études de cas

### Emirats Arabes Unis
En 2017, The Passport Index a été chargé de surveiller le développement de la nouvelle initiative UAE Passport Force Initiative, dans le but de positionner le passeport émirati sur la liste des cinq passeports les plus puissants au monde d'ici 2021. Au 31 octobre 2018, le passeport émirati avait déjà atteint la quatrième place, bien qu'historiquement plus faible.
Cependant, en 2021, la tendance de puissance du passeport a chuté en raison de la pandémie de COVID. Pour autant, en comparaison avec ses voisin, le passeport émiratis relève d'un haut niveau de puissance.

## Historique
Le Passport Index a été lancé par Arton Capital, une firme de services financiers dont le siège social est à Montréal au Canada en 2014,,.